# Ciche (województwo małopolskie)

Nieoficjalny herb wsi Ciche

Ciche – wieś w Polsce położona w województwie małopolskim, w powiecie nowotarskim, w gminie Czarny Dunajec.
Wieś królewska, położona w drugiej połowie XVI wieku w powiecie sądeckim województwa krakowskiego, należała do tenuty nowotarskiej. Do 1954 roku istniała gmina Ciche. W latach 1954–1968 wieś należała i była siedzibą władz gromady Ciche, po jej zniesieniu w gromadzie Ratułów. W latach 1975–1998 miejscowość administracyjnie należała do województwa nowosądeckiego.

## Położenie
Miejscowość położona jest na granicy regionów Kotlina Nowotarska i Pogórze Gubałowskie, pod względem historyczno-etnograficznym zaś należy do Podhala. Zabudowania i pola znajdują się w dolinie potoku Cichy i na stokach okolicznych wzniesień Pogórza Gubałowskiego. Dzisiaj wieś stanowi bardzo duże sołectwo, które ciągnie się od Gruszkowego Wierchu w zachodniej stronie Pogórza Gubałowskiego aż do stóp Domańskiego Wierchu przed czarnodunajecką równiną

## Części wsi
| SIMC    | Nazwa        | Rodzaj    |
| ------- | ------------ | --------- |
| 0421530 | Borek        | część wsi |
| 0421546 | Kalety       | część wsi |
| 0421552 | Kościaki     | część wsi |
| 0421569 | Miętustwo    | część wsi |
| 0421575 | Pod Grapą    | część wsi |
| 0421581 | Wierch-Ciche | część wsi |
| 1049072 | Wojcieszaki  | część wsi |
| 0421598 | Za Grapą     | część wsi |
| 0421606 | Zawodzianie  | część wsi |
| 1049126 | Zawodzie     | część wsi |
| 0421612 | Zoki         | część wsi |

## Opis miejscowości
Ciche to wieś lokowana w 1593 roku przez Tomasza Miętusa. Wzięła nazwę od potoku Cichego. Warto wspomnieć, iż w północnej części wsi znajduje się osiedle Miętustwo często błędnie uważane za odrębną miejscowość.
W Cichem znajdują się dwa kościoły parafialne: w Cichem – Miętustwie pod wezwaniem NMP Królowej Polski i w Cichem Górnym pod wezwaniem Świętego Józefa Robotnika. We wsi znajduje się wiele drewnianych i murowanych XIX-wiecznych przydrożnych kapliczek.